# Epidemiologia da perturbação de hiperatividade/déficit de atenção
Estima-se que a perturbação de hiperatividade/déficit de atenção (PHDA) afete cerca de 6 a 7 por cento das pessoas com 18 anos ou menos quando diagnosticadas usando os critérios do DSM-IV. A perturbação hipercinética, quando diagnosticada pelos critérios da CID-10, fornece taxas entre os 1 e 2 por cento nessa mesma faixa etária.
As crianças na América do Norte parecem ter uma taxa mais alta de PHDA do que as crianças na África e no Oriente Médio - no entanto, isso pode ser devido aos diferentes métodos de diagnóstico usados nas diferentes áreas do mundo. Se os mesmos métodos de diagnóstico são usados, as taxas são mais ou menos as mesmas entre os países.

## África
Em 2020, uma meta-análise de estudos descobriu que 7,47% das crianças e adolescentes em toda a África têm PHDA. A PHDA foi encontrada com mais frequência em meninos, a uma taxa de 2:1. A forma mais comum de PHDA foi a desatenta (2,95% da população total), seguido da hiperativa/impulsiva (2,77%) e combinada (2,44%). Embora diferenças na taxa de prevalência tenham sido encontradas internacionalmente, não está claro se isso reflete diferenças reais ou mudanças na metodologia.

## Europa

### Alemanha
Uma avaliação de 2008 da pesquisa “KiGGS”, monitorando 14.836 meninas e meninos (entre os 3 e os 17 anos), mostrou que 4,8% dos participantes tinham um diagnóstico de PHDA. Enquanto que 7,9% de todos os meninos sofriam de PHDA, apenas 1,8% das meninas também. Outros 4,9% dos participantes (6,4% meninos e 3,6% meninas) eram casos suspeitos de PHDA, pois apresentaram uma taxa ≥7 na escala Strengths and Difficulties Questionnaire (SDQ). O número de diagnósticos de PDAH foi de 1,5% (2,4%: 0,6%) entre crianças pré-escolares (3-6 anos), 5,3% (8,7%: 1,9%) na idade deos 7–10 anos, e teve o seu pico em 7,1% (11,3%: 3,0%) na faixa etária dos 11–13 anos. Entre os adolescentes dos 14 aos 17 anos a taxa foi de 5,6% (9,4%: 1,8%).

### Espanha
As taxas na Espanha são estimadas rondar os 6,8% entre pessoas menores de 18 anos.

### Reino Unido
Nalgumas partes da Inglaterra, havia listas de espera de cinco anos ou mais para uma avaliação diagnóstica de adultos com PHDA em 2019.

## América do Norte

Percentagem de jovens dos Estados Unidos dos 4 aos 17 anos alguma vez diagnosticados com PHDA em 2007

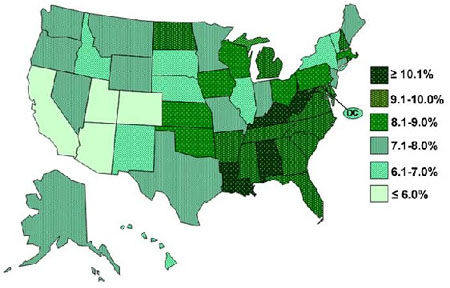
Percentagem de jovens dos 4 aos 17 anos nos Estados Unidos alguma vez diagnosticados com PHDA em 2003

Nos Estados Unidos, é diagnosticado em 2 a 16 por cento das crianças em idade escolar. As taxas de diagnóstico e tratamento da PHDA são muito mais altas na costa leste dos Estados Unidos do que na costa oeste. A frequência do diagnóstico difere entre crianças do sexo masculino (10%) e do sexo feminino (4%) nos Estados Unidos. Essas diferença entre os géneros pode refletir uma diferença na suscetibilidade ou que as mulheres com PHDA tenham menos probabilidade de serem diagnosticadas do que os homens. Os meninos superam as meninas em todas as três categorias de subtipos, mas a magnitude exata dessas diferenças parece depender tanto do informante (pai/mãe, professor/a, etc.) quanto do subtipo. Em duas investigações baseadas na comunidade, conduzidas pela DuPaul e associados, os meninos superaram as meninas em apenas 2,2:1 em amostras geradas pelos pais e 2,3:1 em contribuições com professores.

## Mudança das percentagens
As taxas de diagnóstico e tratamento da PHDA aumentaram tanto no Reino Unido quanto nos Estados Unidos desde a década de 1970. Acredita-se que isso se deva principalmente às mudanças no modo como a condição é diagnosticada e à rapidez com que as pessoas estão dispostas a tratá-la com medicação, ao invés de uma mudança real na frequência. No Reino Unido, cerca de 0,5 em cada 1.000 crianças tinham PHDA na década de 1970, enquanto que 3 em cada 1.000 receberam medicação para a PHDA no final da década de 1990. No Reino Unido, em 2003, 3,6 por cento das crianças do sexo masculino e menos de 1 por cento das crianças do sexo feminino receberam o diagnóstico.:134 Nos Estados Unidos, o número de crianças com o diagnóstico aumentou de 12 em cada 1.000 na década de 1970 para 34 em cada 1.000 no final da década de 1990, para 95 em cada 1.000 em 2007, e 110 em cada 1.000 em 2011. Acredita-se que as mudanças nos critérios diagnósticos em 2013 a partir do DSM-4T-R para o DSM-5 aumentará o número de pessoas diagnosticadas com PHDA, especialmente no que se refere aos adultos.